# 得梅因河
得梅因河（英語：Des Moines River）是一條位於美國中西部的河流，長約845公里（525英里），同時亦是密西西比河的其中一条支流。得梅因河是流經艾奥瓦州的最大河流，發源自明尼蘇達州南部，从西北到东南流經艾奥瓦州，而艾奥瓦州首府第蒙市亦得名于此河。河流離開第蒙後會往東南方流動，然後與密西西比河匯合。
得梅因河在进入李郡后成为艾奥瓦州和密苏里州的边界。連接密蘇里州聖路易至明尼蘇達州聖保羅的一條四車道高速公路聖徒大道亦經過此河流。

## 流向及流域
得梅因河發源自兩條分汊，分別是西汊及東汊。其主要支流得梅因河西汊發源自明尼蘇達州南部莫雷郡的謝特克湖，然後河水會往東南方流動，流經愛荷華州埃米特郡的埃斯特維爾。而東汊則發源自明尼蘇達州及愛荷華州邊界、埃米特埃米特郡北部的奧卡曼佩丹湖，河水會往南方流動並流經愛荷華州科蘇特郡的阿爾戈納。兩條分汊之後會在洪堡郡南部，洪堡市以南約8公里的弗蘭克·戈奇州立公園（Frank Gotch State Park）合流。之後，河水會往南方流動，先後流經道奇堡及壁架州立公園等地，並在途中與布恩河合流，然後進入第蒙市。在流進第蒙市中心並與浣熊河合流後，河水會轉為往東南方流動，先後流經奧塔姆瓦、基奧索夸及法明頓等地，並形成了一段約長32公里的愛荷華州及密蘇里州邊界。河流最終在基奧卡克西南方與密西西比河合流。
得梅因河的流域面積大約為38,340平方公里（14,802平方英里），平均流量為374.4立方米每秒（13,223立方英尺每秒）。另外，政府亦在第蒙市及奧塔姆瓦附近建設了數個水庫，例如塞勒維爾湖及紅石湖。

## 命名

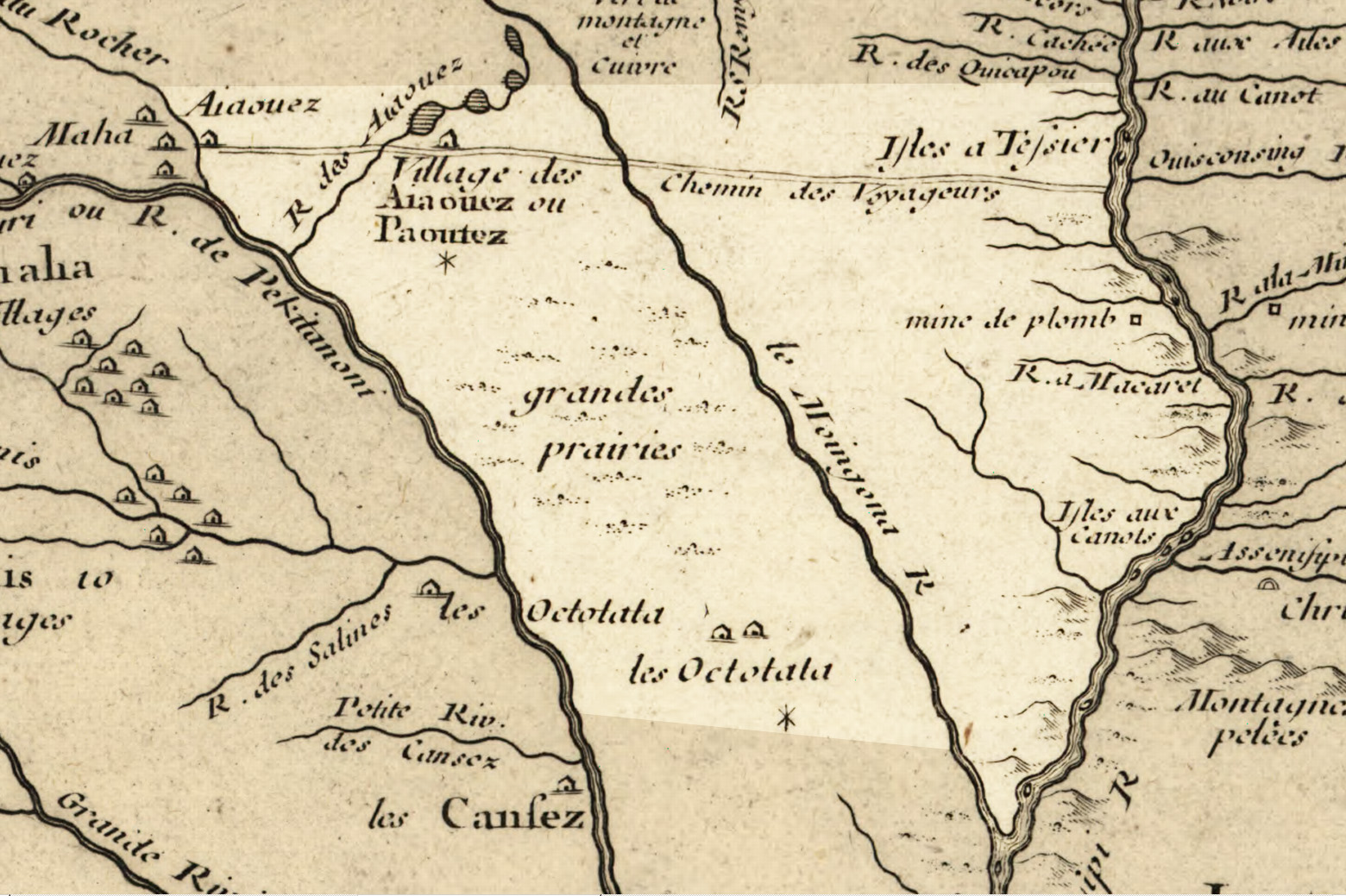
紀堯姆·德利爾於1718年繪製的地圖。中央淺白色的部分為現今的愛荷華州

早於1673年，法國傳教士雅克·馬凱特便在得梅因河上游發現了居於當地的吉韦雷族。其中一份於1703年繪製的法國地圖則描繪了得梅因河，當時河流被標為「R. des Otentas」，意為「奧托河」（River of the Otoe）。梅斯克瓦基族及索克人則稱這條河為「Ke-o-shaw-qua」，意為「隱士河」（Hermit's River），而基奧索夸市亦因而得名。另外，居住在現今明尼蘇達州上游源頭附近的達科他族以蘇語稱其河流為「Inyan Shasha」。而河流的另一個蘇語名稱為「Eah-sha-wa-pa-ta」（紅石河），可能指紅石的峭壁或靠近上游的元古宙時期石英岩。早期的法國探險家把河流命名為「La Rivière des Moines」，意為「僧侶之河」（River of the Monks），後來演變為現時熟知的得梅因河。
而在1718年法國製圖師紀堯姆·德利爾繪製的地圖上，河流被標為「le Moingona R.」。

## 歷史
1814年8月下旬，1812年戰爭期間，美國陸軍少校扎卡里·泰勒受命前往索克人及福克斯人的區域，摧毀位於羅克河附近的美國原住民村落。當泰勒等人抵達時，溫尼貝戈族、蘇族、索克人及福克斯人所組成的1,000人聯軍已於绍肯努克村（Saukenuk）準備應戰，而30名英軍亦以支援蘇族首領黑鷹為由帶同3磅炮到達當地。最終，泰勒等人不敵原住民戰士及英軍的攻勢，於是只好往南撤退至得梅因河河口。
19世紀中期，密西西比河及得梅因河的匯合處佈滿了繁華的農場和種植園，河上的貿易和商貿活動亦隨著蒸汽船的發展而穩步上升。這類商貿活動促使了不少城鎮（如雅典）的建設。雅典於1844年建成，而隨著南方家庭的遷入，城鎮在數年間就變成得梅因河其中一個重要的中途站。然而在1861年7月，南北戰爭發生期間，美利堅合眾國上校大衛·摩爾進入並佔領雅典，以回應城鎮居民對當地南方人的支持。其後，美利堅聯盟國上校馬丁·E·格林率領2,000名軍人試圖奪取該鎮，以回應摩爾的行動。經過一番攻防後，摩爾的部隊成功擊潰了格林率領的軍隊。但是，戰爭對雅典造成很深的影響。戰後鐵路運輸的興起導致雅典失去了內河港口的地位，曾經盛極一時的商貿活動逐漸消失，而隨著南方家庭的離開及不再重回此地，雅典的人口亦漸漸減少，更在20世紀末成為了鬼鎮。

## 洪水
在歷史上，得梅因河經常發生季節性洪水。例如在1944年5月19日，鄰近河流的河景公園剛開放，但在數日後便堤防便開始倒塌，堤防裂口更迅速擴大至約30米寬，河水其後迅速淹沒了整個公園和周圍地區。在1993年大洪水中，連場大雨導致得梅因河及其支流浣熊河的水位大幅上升，最終引發了洪水，迫使政府撤離第蒙市大部分地區及附近社區的居民。另外，在2008年愛荷華州洪災中，當地政府官員發布了一項自願疏散命令，要求居民撤離得居於第蒙河沿岸的大部分市區及其他地區。